# Departamento Confluencia

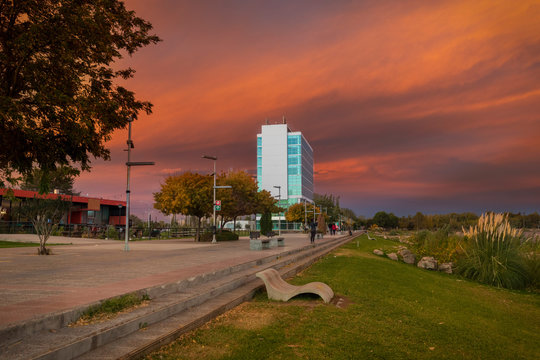
Atardecer en el Paseo de la Costa, sobre las orillas del río Limay.

Confluencia es un departamento en la provincia del Neuquén, en Argentina. Su ciudad cabecera es la ciudad de Neuquén, la cual es a su vez la capital de la provincia homónima. 

## Población
De acuerdo al Censo 2010, el departamento tenía 362.673 habitantes.
En 2022, el censo arrojó 468.794 habitantes. Esto significó  un incremento del 29.3%. Además, esta cifra lo vuelve el departamento más poblado en la Patagonia Argentina.

## Localidades
- Neuquén
- Centenario
- Plottier
- Vista Alegre
- Senillosa
- Sauzal Bonito
- Cutral-Co
- Plaza Huincul
- Villa El Chocón

Otros núcleos urbanos que no son municipios ni comisiones de fomento son:
- Arroyito
- Bahía Bonita
- Bahía de Playas
- Los Barreales
- Mari Menuco
- La Península
- Villa de Sol
- Villa Tenis Club Neuquén
- Vista Alegre Sur
- Vista Alegre Norte
- Yacht Club Neuquén